# OS X Lion
OS X Lion (версия 10.7, также известная как Mac OS X 10.7 Lion) — восьмой основной выпуск macOS, настольной и серверной операционной системы Apple для компьютеров Mac.
Предварительная версия OS X 10.7 Lion была публично представлена на специальном мероприятии Apple «Back to the Mac» 20 октября 2010 года. Она принесла на Mac множество разработок, сделанных в iOS от Apple, таких как легкое отображение установленных приложений, и включает поддержку Mac App Store, представленную в Mac OS X 10.6 Snow Leopard версии 10.6.6. 24 февраля 2011 года первая предварительная версия Lion для разработчиков (11A390) была выпущена для подписчиков программы Apple Developer. Впоследствии были выпущены и другие предварительные версии для разработчиков, а Lion Preview 4 (11A480b) был выпущен на WWDC 2011.
Lion был запущен в производство 1 июля 2011 года, а затем его окончательный релиз через Mac App Store состоялся 20 июля 2011 года. Apple сообщила о более чем миллионе продаж Lion в первый день его выпуска по цене в $29,99 (~877 рублей). По состоянию на октябрь 2011 года OS X Lion была продана тиражом более шести миллионов копий по всему миру. Mac OS X 10.7.1 была последней версией Mac OS X, выпущенной при генеральном директоре Стиве Джобсе. OS X 10.7.2 и более поздние версии были выпущены при генеральном директоре Тиме Куке.
Lion — первая версия macOS, не поддерживающая 32-разрядные процессоры, а также последняя версия, разработкой которой руководил Бертран Серле, которого считают «отцом-основателем Mac OS X».
Первоначально ОС была платной, но позднее Apple разрешила бесплатную загрузку, особенно для владельцев старых и официально не поддерживаемых компьютеров Mac, начиная с 30 июня 2021 года. Та же практика была применена к ее преемнице, OS X Mountain Lion.

## Аппаратная поддержка
Первая версия операционной системы Mac OS с изначальной поддержкой команды TRIM для SSD накопителей (в Mac OS X 10.6 поддержка команды TRIM появилась только после выхода обновления 10.6.6 — в момент выпуска первых MacBook Pro с предустановленными SSD накопителями). Стоит заметить, что команду TRIM в Mac OS X поддерживают только SSD накопители Apple, SSD накопители сторонних производителей не поддерживают команду TRIM в Mac OS X в силу искусственно созданных программных ограничений. Но на сегодняшний день найдено решение для самостоятельного включения команды TRIM в Mac OS X 10.6.6 Snow Leopard (или выше) и Mac OS X 10.7 Lion (или выше) для всех SSD накопителей поддерживающих команду TRIM на уровне «железа».

### Системные требования
- Процессор x86-64 (Mac с процессором Core 2 Duo или лучше)[19]
- DVD-дисковод (или Удаленный диск), USB или Firewire. На DVD-диске есть дополнительные программы (однако, в феврале-апреле 2011 года предварительная версия может быть установлена непосредственно из его образа диска на локальном или сетевом жестком диске)
- 2 Гб ОЗУ

## Новшества по сравнению с 10.6
Большинство нововведений были анонсированы на «Back to the Mac», однако будут открыты к выпуску релиза.
- Адресная книга — теперь используется интерфейс, схожий с iPad-версией. Введена поддержка Yahoo! и FaceTime.
- iCal — обновленный пользовательский интерфейс, поддержка Full-Screen(полноэкранного) режима
- Emoji — введена поддержка уникальных иконок Emoji.
- Resume — приложения открываются на том же месте, где пользователь закрывает его.
- Mac App Store — магазин приложений, который создан по образцу App Store под iOS. Как и в мобильной iOS, это обеспечит возможность для клиентов открывать программы одним нажатием кнопки установки и одной кнопкой обновлять все или выбранные уже установленные приложения. Mac App Store был выпущен для Mac OS X Snow Leopard 6 января 2011 и был в комплекте с Mac OS X 10.6.6.
- Launchpad — панель с иконками приложений, которые можно организовывать и объединять в папки.
- Полноэкранный режим — новая версия Mac OS X позволяет работать с развернутыми на весь экран приложениями, при этом пользователю доступна возможность переключения между окнами запущенных программ и в обычном режиме просмотра.
- Mission Control — просмотр текущих приложений, интеграции других Mac OS функций, включая Exposé, Spaces, Dashboard, и полноэкранные приложения.
- Multi-touch жесты как в iOS (поддерживаются Magic Mouse, Magic Trackpad и MacBook Late 2009 и новее).
- Auto Save — автоматическое сохранение документов, поэтому пользователям не придется беспокоиться о ручном управлении документами.
- Game Center — компьютерная версия Game Center в iOS.
- Функция «Возобновить» — функция автоматического восстановления приложений до того состояния, в котором они находились на момент выключения или перезагрузки компьютера или же на момент выхода из программы.
- Скрывающиеся скроллбары — полосы прокрутки будут находиться в области содержания окна и скрываться когда прокрутка не происходит (как в iOS).
- iChat теперь поддерживает вход в Yahoo! Messenger. Пользователи с помощью iChat могут общаться с другими пользователями, использующие Yahoo! аккаунты.
- TextEdit получил новую графическую панель с возможностью выбора шрифта и выделения текста. TextEdit также поддерживает автоматическое сохранение файлов.
- Lion Recovery Disk Assistant — функция восстановления системы. Позволяет восстанавливать диски и переустанавливать ОС без физического диска.

В данной версии OS X заимствованы некоторые идеи, которые были реализованы в планшете iPad.
24 февраля 2011 года, когда Apple продемонстрировали новую ОС в действии, были отмечены следующие новые функции и возможности OS X Lion:
- Новая версия Mail 5 поддерживает автоматическую группировку связанных сообщений, улучшенный механизм поиска, поддержку Microsoft Exchange 2010 и полноэкранный режим.
- AirDrop — простой механизм копирования файлов между различными устройствами Mac с помощью беспроводного интерфейса, который не требует настройки.
- Versions — функция автоматического сохранения различных версий документа, что позволяет отслеживать процесс внесения изменений в документы и возвращаться к их предыдущему состоянию.
- FileVault — средства шифрования данных на локальных и внешних накопителях.
- Safari с полноэкранным режимом и движком WebKit2.

## Исчезнувшие приложения
- Front Row убран из-за редкого использования Mac как медиацентр.
- Java Runtime Environment устанавливается по требованию пользователя.
- Adobe Flash Player устанавливается пользователем вручную.
- Rosetta убрана из-за устаревания платформы PowerPC.
- iSync
- Удалённая установка Mac OS X заменена на установку OS X из MAS.
- Apple USB Modem

## OS X Lion Server
OS X Lion Server имеет поддержку управления компьютерами Mac с операционной системой OS X Lion, а также портативными устройствами iPhone, iPad и iPod touch.

## Изменения пользовательского интерфейса
- Переработаны элементы пользовательского интерфейса Aqua, в том числе кнопки и индикаторы. Красные, желтые и зеленые кнопки в окне стали меньше.
- Гибкое изменение размеров окна из любого угла или края окна.
- Полосы прокрутки теперь исчезают как в iOS, когда они не используются.
- Новые окна появляются на переднем плане (как открытие приложения в IOS).
- Направление движения прокручиваемого содержимого окон и выпадающих списков относительно движения пальца на трекпаде и скроллере мыши изменено на противоположное, теперь прокручиваемое содержимое движется в ту же сторону, что и палец (так же, как и на экранах сенсорных телефонов). Такое поведение названо «обычным» в настройках трекпада (несмотря на то, что для всех остальных компьютеров с мышью или трекпадом, в том числе предыдущих версий MacOS X такое поведение не является обычным).

## Восприятие
На старте OS X Lion получила неоднозначные отзывы. Пользователи жаловались на смену привычного рабочего процесса сохранения файлов функцией «Автосохранение/Откат». Среди других решений, вызвавших критику, оказались: внедрение «естественной прокрутки», сокрытие полос прокрутки, исчезновение программы iSync, необходимой для синхронизации устройств сторонних производителей, а также упрощённая функциональность в Exposé и Spaces.
Несмотря на критику, издание Ars Technica положительно оценило Lion в своём обзоре. Они назвали её началом новой эры операционных систем, вдохновлённых платформой iOS от Apple. Сравнивая выход Lion с переходом на оригинальную Mac OS X, авторы обзора подчеркнули важность изменений, хотя некоторые из них могут показаться радикальными.
Журнал Macworld назвал Lion «радикальной переработкой», отметив улучшения, направленные на удобство для новичков, знакомых с iOS, но указывая на ограниченность полезности нового интерфейса. Тем не менее, издание присудило системе 4,5 звезды из 5, рекомендуя её к приобретению. Издание guardian.co.uk назвало Lion значительным улучшением по сравнению с предыдущими версиями и отметило выгодное соотношение цены и качества.
С другой стороны, Gizmodo критиковал новый интерфейс, считая его «неудачным», и заключил, что обновление не выглядит обязательным. Тед Ландау из MacObserver тоже выразил недовольство, отметив медленную работу функции автосохранения с крупными файлами. Многие пользователи также упрекали систему за отсутствие команды «Save As...», заменённой менее удобным вариантом «Duplicate». Основной претензией стало отсутствие возможности отключения функции автосохранения, что вызвало общее ощущение навязывания определённого подхода к работе.
Однако благодаря усиленным мерам безопасности, таким как песочница приложений, эксперт по кибербезопасности Дино Дай Зови отметил значительное повышение уровня защиты в Lion. Он даже советует пользователям как Mac, так и Windows переходить на эту версию ради большей безопасности.
Обновление 10.7.3 оказалось проблемным, и Apple временно убрала его стандартную версию с серверов, предложив пользователям использовать полный пакет обновления Client Combo для перехода на версию 10.7.3.

## История версий
| Версия | Сборка  | Дата релиза      | Версия Darwin          | Notes |
| ------ | ------- | ---------------- | ---------------------- | --- |
| 10.7   | 11A511  | 20 июля 2011     | 11.0                   | Оригинальный релиз в Mac App Store |
| 10.7   | 11A511s | 16 августа 2011  | 11.0                   | Оригинальный розничный USB-накопитель |
| 10.7   | 11A2061 | 20 июля 2011     | 11.0.2                 | Для Mac Mini середины 2011 г. (11A2061) и MacBook Air середины 2011 г. (11A2063). Доступно в Lion Internet Recovery (⌘ Cmd+⌥ Opt+R для перезагрузки iMac 2011 года и более поздних) |
| 10.7   | 11A2063 | 20 июля 2011     | 11.0.2                 | Для Mac Mini середины 2011 г. (11A2061) и MacBook Air середины 2011 г. (11A2063). Доступно в Lion Internet Recovery (⌘ Cmd+⌥ Opt+R для перезагрузки iMac 2011 года и более поздних) |
| 10.7.1 | 11B26   | 16 августа 2011  | 11.1.0                 | Общие исправления операционной системы |
| 10.7.1 | 11B2118 | 16 августа 2011  | 11.1.0                 | Для Mac mini середины 2011 года и MacBook Air середины 2011 года. То же, что и в общей версии 10.7.1, плюс исправления для дисплея и питания MacBook Air, а также исправление для слота для SD-карт Mac mini. |
| 10.7.2 | 11C74   | 12 октября 2011  | 11.2                   | Добавляет MobileMe с iCloud. Различные исправления операционной системы, незначительные улучшения пользовательского интерфейса, Safari 5.1.1 и возможность загрузки в Lion Recovery с диска Time Machine. |
| 10.7.3 | 11D50   | 1 февраля 2012   | 11.3                   | Общие исправления операционной системы, Safari 5.1.3, добавляет поддержку каталонского, хорватского, греческого, иврита, румынского, словацкого, тайского и украинского языков. Кроме того, в файлы ресурсов были добавлены новые курсоры с высоким разрешением, по слухам, предназначенные для будущего дисплея Retina. |
| 10.7.4 | 11E53   | 9 мая 2012       | 11.4                   | Общие исправления операционной системы, улучшена надежность копирования файлов SMB, Safari 5.1.6. |
| 10.7.5 | 11G56   | 19 сентября 2012 | 11.4.2                 | Общие исправления операционной системы, Safari 5.1.7, добавлен Gatekeeper. |
| 10.7.5 | 11G63   | 4 октября 2012   | 11.4.2 xnu-1699.32.7~1 | |